# Lluís Torró i Gil
Lluis Torró i Gil (Alcoi, 14 d'agost de 1964) és un professor d'universitat i polític valencià, diputat a les Corts Valencianes en la VII i VIII legislatures.

## Biografia
Llicenciat en Història per la Universitat de València, el 1977 ingressà a la Joventut Comunista del País Valencià i el 1980 a Comissions Obreres i al Partit Comunista del País Valencià, del que passà a Esquerra Unida del País Valencià, d'on és membre del consell nacional.
Des de 1988 treballa com a professor d'història econòmica de la Universitat d'Alacant, tasca que des del 1999 alterna amb la de regidor i portaveu d'EUPV de l'ajuntament d'Alcoi. A les eleccions a les Corts Valencianes de 2007 fou elegit diputat per la província d'Alacant per la coalició Compromís pel País Valencià. Va abandonar la coalició, amb els seus companys d'EUPV, formant el grup de no adscrits en el marc de la crisi de la coalició.
Des del grup de no adscrits s'ha destacat per la seua defensa del medi ambient i la sostenibilitat, estant a favor del tancament de la central nuclear de Cofrents, l'oposició a les prospeccions petrolieres a la costa mediterrània i la promoció de polítiques de mobilitat pública.
En novembre de 2010 fou escollit per encapçalar la llista d'EUPV per la província d'Alacant a les eleccions a les Corts Valencianes de 2011 obtenint l'escó.

## Obres
- Abans de la indústria: Alcoi als inicis del sis-cents (1994)
- La reial fàbrica de draps d'Alcoi: ordenances gremials (segles XVI al XVIII) (1996)